# Polyscias montana
Polyscias montana är en araliaväxtart som först beskrevs av Henry Nicholas Ridley, och fick sitt nu gällande namn av Lowry och G.M.Plunkett. Polyscias montana ingår i släktet Polyscias och familjen Araliaceae. Inga underarter finns listade.